# إيرني روبسون
إيرني روبسون (بالإنجليزية: Ernie Robson)‏ (1 مايو 1870 في المملكة المتحدة - 23 مايو 1924 ببرستل في المملكة المتحدة) هو لاعب كريكت بريطاني (وحمل سابقاً جنسية المملكة المتحدة لبريطانيا العظمى وأيرلندا). لعب مع نادي مقاطعة سومرست للكريكت ‏ وCheshire County Cricket Club ‏ وLondon County Cricket Club ‏.

## وصلات خارجية
- إيرني روبسون على موقع إي آس بي آن كريك إنفو (الإنجليزية)